# Гійом Буссес
Гійом Буссес (фр. Guillaume Boussès; 12 жовтня 1981, Тулуза) — французький регбіст, який до 2013 грав за Рейсінг 92, а в 2013 році підписав контракт з клубом Ойонна.
Від 2006 року, Жульєн грав для збірної Франції. Свій перший і заразом останній гол за збірну Франції Гійом здобув 5 лютого 2006.